# Восемь баскских фамилий
Восемь баскских фамилий (исп. Ocho apellidos vascos) — испанский фильм 2014 года режиссёра Эмилио Мартинеса-Ласаро. Премьера в Испании состоялась 14 марта 2014 года. Фильм собрал в прокате 77 млн долларов США, что стало рекордом для испанских фильмов.

## Сюжет
Рафа никогда не покидал родную Севилью пока не встретил баскскую девушку Амайю, которая недавно рассталась со своим женихом. Она проводит ночь в его доме, а с утра покидает, не сказав ни слова и забыв свою сумочку. Рафа следует за ней в Страну Басков, где по стечению обстоятельств ему приходится играть роль бывшего жениха Амайи и уроженца Страны Басков.
Восемь баскских фамилий в названии фильма — это фамилии, которые перечисляет Рафа при знакомстве с Кольдо: Габилондо, Урдангарин, Субисаррета, Аргиньяно, Игартибуру, Эренчун, Отеги, Клементе.

## Места съёмок
Посёлок Аргойтия, где происходит действие фильма, вымышлен. Съёмки кинофильма проводились в различных населённых пунктах:
- Сумая (ресторан, акция протеста, в базилике Сан-Тельмо — свадьба главных героев)
- Лейса (акция протеста, бар, дом Амайи)
- Гетария (порт)
- Сараус (тюрьма)
- Мондрагон (севильский бар)

## В ролях
| Актёр                | Роль                                        |
| -------------------- | ------------------------------------------- |
| Дани Ровира          | Рафаэль Кирос (Рафа, Анчон, Иньяки-автомат) |
| Клара Лаго           | Амайя Сугасти                               |
| Карра Элехальде      | Кольдо Сугасти                              |
| Кармен Мачи          | Мерче (Ане Игартибуру)                      |
| Альберто Лопес Лопес | Хоакин                                      |
| Абель Мора           | Педро                                       |
| Айтор Масо           | падре Игнасио                               |
| Альфонсо Санчес      | Курро                                       |
| Айцибер Гармендия    | Ираче                                       |
| Мириам Кабеса        | Эдурне                                      |
| Санти Угальде        | Кепа                                        |
| Ландер Отаола        | боррока (левый баскский националист)        |
| Микель Роман         | боррока (левый баскский националист)        |
| Иньяки Бераэче       | полицейский                                 |
| Эгойц Ласа           | полицейский                                 |
| Тельмо Эсналь        | официант                                    |
| Ициар Атьенса        | продавщица                                  |
| Los del Río          | в роли себя                                 |

## Награды
| Награда | Категория                         | Номинант                                 | Результат |
| ------- | --------------------------------- | ---------------------------------------- | --------- |
| «Гойя»  | Лучшая мужская роль второго плана | Карра Элехальде                          | Победа    |
| «Гойя»  | Лучшая женская роль второго плана | Кармен Мачи                              | Победа    |
| «Гойя»  | Лучший мужской актёрский дебют    | Дани Ровира                              | Победа    |
| «Гойя»  | Лучшая операторская работа        | Кало Берриди                             | Номинация |
| «Гойя»  | Лучшая песня                      | "No te marches jamás" Фернандо Веласкеса | Номинация |

## Сиквел
В ноябре 2015 года вышел сиквел под названием «Восемь каталанских фамилий». К оригинальному составу присоединились Берто Ромеро и Роса Мария Сарда.